# 연안 단씨
연안 단씨(延安段氏)는 황해남도 연안군을 본관으로 하는 한국의 성씨이다. 시조 단유인(段由仁)은 1459년(조선 세조 5년) 문과에 급제하고 포천현감(抱川縣監)을 지냈다.

## 시조
시조 단유인(段由仁)은 1459년(조선 세조 5년) 문과에 급제하고 포천현감(抱川縣監)을 지냈다.

## 본관
연안(延安)은 황해도 연백군(延白郡)의 옛 지명으로 고구려 때 동음홀(冬音忽) 또는 고염성(鼓鹽城)이라 부르다가 신라시대에 해고군(海皐郡)으로 바꾸었다. 고려에서는 염주(鹽州)·영응현(永膺縣)·복주(復州)·석주(碩州)·온주(溫州) 등으로 고쳐 불렀고, 1310년(충선왕 2)에 연안(延安)으로 고쳤다. 1413년(태종 13)에 연안도호부가 되었고, 1895년(고종 32) 지방제도 개정으로 연안군이 되었다. 1914년 연안군과 배천군을 통합하여 연백군이 되었다.

## 인물
- 단양이(段楊爾) - 백제 오경박사(五經博士)

### 과거 급제자
- 단유인(段由仁) - 조선 세조 5년(1459년) 기묘(己卯) 식년시(式年試) 정과(丁科) 22위
- 단필식(段必式) - 조선 현종 7년(1666년) 병오(丙午) 식년시(式年試) 생원 3등(三等)

## 인구
2000년 대한민국 통계청 인구 조사에서 단씨(段氏)는 437가구, 1,429명으로 대한민국의 성씨 순위 167위이다.
이 중 연안 단씨는 1985년에는 82가구, 352명, 2000년에는 48가구, 165명이 있는 것으로 조사되었다.

## 같이 보기
- 강릉 단씨